# Fiebre del Nilo Occidental
La fiebre del Nilo Occidental es una infección viral transmitida típicamente por mosquitos. En aproximadamente 80% de las infecciones, las personas tienen pocos síntomas o ninguno. Aproximadamente 20% de las personas desarrollan fiebre, cefalea, vómitos, o un sarpullido. En menos de 1% de personas, se presentan encefalitis o meningitis, asociadas con rigidez del cuello, confusión o convulsiones. La recuperación puede llevar de semanas a meses. El riesgo de muerte entre quienes tienen el sistema nervioso afectado es aproximadamente 10%.
El virus del Nilo Occidental (también conocido como WNV por las iniciales del nombre en inglés West Nile Virus) se propaga típicamente por mosquitos infectados. Los mosquitos se infectan al alimentarse de aves infectadas. Es infrecuente la transmisión del virus por transfusiones de sangre, trasplantes de órganos o de madre a hijo durante el embarazo, el nacimiento o la lactancia. En otras condiciones no se transmite entre personas. Las condiciones de alto riesgo para esta enfermedad incluyen la edad de más de 60 años y otros problemas de salud. El diagnóstico se basa típicamente en síntomas y pruebas de sangre.
No hay vacunas para humanos. El mejor método para reducir el riesgo de infecciones es evitar las picaduras de mosquitos. Esto se puede lograr eliminando depósitos de agua estancada tales como neumáticos viejos, cubos, alcantarillas, y piscinas. También puede ser útil el uso de repelente de mosquitos, mosquiteros, toldillos, y evitar las áreas con presencia de mosquitos. Si bien no hay tratamientos concretos, los  analgésicos pueden ser útiles.

El WNV se ha presentado en Europa, África, Asia, Australia, y América del Norte. En los Estados Unidos se informan miles de casos por año, donde la mayor parte ocurren en agosto y septiembre. Pueda ocurrir en brotes de enfermedad. El virus fue descubierto en Uganda en 1937 y detectado por primera vez en América del Norte en 1999. La enfermedad severa también puede afectar a caballos, y se dispone de una vacuna para estos animales. Un sistema de vigilancia de aves es útil para la detección temprana de un posible brote epidémico entre humanos.

## Señales y síntomas
Aproximadamente un 80% de los infectados con el WNV no muestran síntomas y no son informados. Aproximadamente un 20% de las personas infectadas desarrollan síntomas. Estos varían en severidad, y empiezan aproximadamente 3-14 días después de la picadura. La mayoría de personas con síntomas leves de WNV se recuperan completamente, aunque la fatiga y la debilidad pueden durar semanas o meses. Estos síntomas pueden variar desde síntomas leves como la fiebre, hasta síntomas severos como la parálisis y la meningitis. Una infección severa puede durar semanas y posiblemente podría causar daño cerebral permanente (aunque  es raro). La muerte puede ocurrir si el sistema nervioso central está afectado por una enfermedad severa. Condiciones médicas, como el cáncer y la diabetes, y la edad (60 años o mayor) aumentan el riesgo de desarrollar síntomas severos.
La cefalea puede ser un síntoma prominente  de la fiebre por WNV, meningitis, encefalitis, meningoencefalitis, y  puede estar o no presente en el síndrome similar a la poliomielitis.  Por lo tanto, la cefalea no es un indicador útil de una enfermedad neuroinvasiva.

## Causa

### Virología
El WNV pertenece al  serotipo de antígeno de la encefalitis japonesa. Las reconstrucciones de imágenes y la microscopía crioelectrónica revelan un virion de  45–50 nm cubierto con una superficie de proteína relativamente lisa . Esta estructura es similar a la del virus de dengue; ambos pertenecen al genus Flavivirus dentro de la familia Flaviviridae. El material genético de WNV es una única hebra ARN de sentido positivo, con una longitud de entre 11.000 y 12.000 nucleótidos; estos genes codifican siete proteínas no estructurales y tres proteínas estructurales. La hebra de ARN está contenida en una nucleocápside formado por bloques de proteína de 12-kDa; la  cápside está contenida dentro de una membrana derivada del anfitrión alterada por dos glicoproteínas virales. Se ha observado que el virus del Nilo occidental se replica más rápido y se extiende más fácilmente entre los pájaros en presencia de temperaturas más altas; este es una de las varias maneras en que un cambio climático podría impactar la epidemiología de esta enfermedad.

### Transmisión

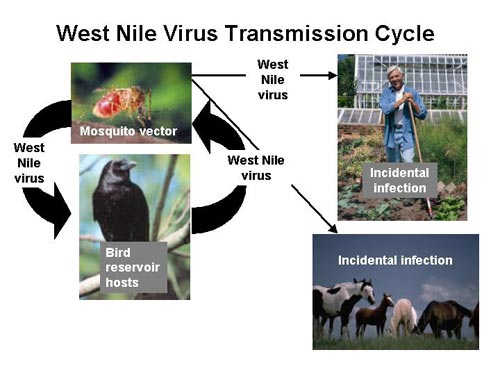
El virus del Nilo Occidental se mantiene en la naturaleza alternando entre mosquitos del genus Culex y ciertas especies de pájaros. Un mosquito (el vector) pica a un pájaro no infectado (el anfitrión), el virus se amplifica dentro del pájaro, un mosquito no infectado pica al pájaro y es infectado a su vez. Otras especies como humanos y caballos son infecciones incidentales, porque el virus no se amplifica bien dentro de estas especies y ellos están considerados anfitriones terminales.

El método primo de propagación del virus del Nilo Occidental (WNV) es el mosquito hembra. En Europa se identificó a los gatos como anfitriones del virus.
Los vectores de mosquito importantes varían según el área; en los Estados Unidos las especies vector principales son Culex pipiens (este de Estados Unidos Orientales, y áreas urbanas y residenciales de Estados Unidos al norte de 36–39°N), Culex tarsalis (medio oeste y oeste), y Culex quinquefasciatus (sudeste).

#### Transmisión vertical
La transmisión vertical, o sea la transmisión de una enfermedad viral o bacterial de la madre de una especie a su descendencia, ha sido observado en varios estudios del virus del Nilo Occidental, en diferentes especies de mosquitos, tanto en el laboratorio como en la naturaleza. La progenie de mosquitos infectada verticalmente en otoño puede potencialmente servir como mecanismo para que el WNV sobreviva el invierno, e iniciar así una transmisión horizontal enzoótica la primavera siguiente, si bien esto probablemente juega un rol pequeño en transmisión en el verano y el otoño.

### Factores de riesgo
Los factores de riesgo independientemente asociados con el desarrollo de una infección clínica con WNV incluyen un sistema inmunitario suprimido y pacientes con historia de trasplante de órganos.   Para una enfermedad neuroinvasiva los factores de riesgo adicionales incluyen mayor edad (>50+), sexo masculino, hipertensión, y diabetes mellitus.

## Diagnóstico

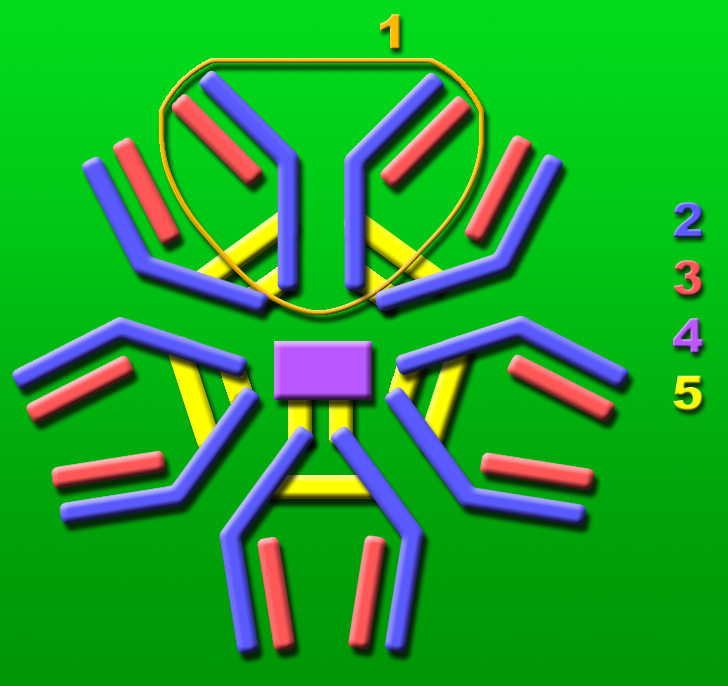
Una molécula de anticuerpo inmunoglobulina M: el diagnóstico definitivo del WNV se obtiene por la detección de IgM y anticuerpos neutralizantes específicos para el virus.

El diagnóstico preliminar se basa a menudo en los síntomas clínicos del paciente, sitios y fechas de viaje (si el paciente es de un país o área no endémico), actividades, y la historia epidemiológica de la ubicación donde la infección ocurrió. Una historia reciente de picaduras de mosquito y una enfermedad febril aguda asociada con señales y síntomas neurológicos debieran causar una sospecha clínica de WNV.

## Epidemiología

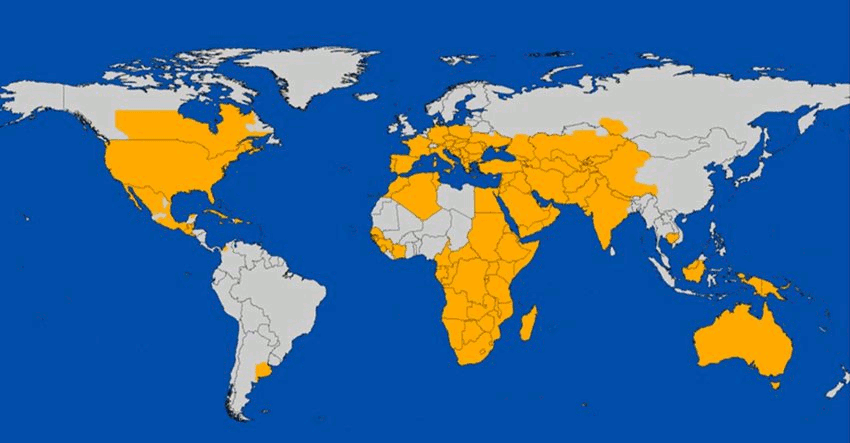
Distribución global del virus del Nilo Occidental (2006)

El WNV fue aislado por primera vez en 1937, en una mujer afiebrada de 37 años en Omogo en el Distrito del Nilo Occidental de Uganda durante una investigación del virus de fiebre amarilla.  En 1939, una serie de investigaciones serológicas en África central encontró resultados positivos anti-WNV que variaban de 1,4% (Congo) a 46,4% (región del Nilo Blanco, Sudán). Fue posteriormente identificado en Egipto (1942) e India (1953); en 1950 una investigación serológica en Egipto encontró que un 90% de los mayores de 40 años en edad tenían anticuerpos contra el WNV. La ecología fue caracterizada en 1953 con estudios en Egipto e Israel. El virus devino reconocido como causa de meningoencefalitis humana severa en pacientes ancianos durante un brote en Israel en 1957. La enfermedad fue primero notada en caballos en Egipto y Francia a principios de la década 1960s y se encontró una amplia difusión en Europa del sur, Asia de suroeste y Australia.

### Clima
La sequía ha sido asociada con número mayor de casos de fiebre del Nilo Occidental en el año siguiente. Dado que la sequía decrece la población de peces y otros comedores de huevos de mosquito, pueden persistir mayores niveles de mosquitos. Las temperaturas altas también podrían aumentar el riesgo. Las temperaturas mayores están vinculadas a un menor tiempo de replicación y una mayor caga viral en pájaros y mosquitos.